# Hoher Burgstall
Hoher Burgstall är en bergstopp i Österrike.   Den ligger i distriktet Innsbruck-Land och förbundslandet Tyrolen, i den västra delen av landet, 400 km väster om huvudstaden Wien. Toppen på Hoher Burgstall är 2 587 meter över havet, eller 148 meter över den omgivande terrängen. Bredden vid basen är 0,66 km.
Terrängen runt Hoher Burgstall är huvudsakligen bergig. Runt Hoher Burgstall är det ganska tätbefolkat, med 80 invånare per kvadratkilometer.. Närmaste större samhälle är Innsbruck, 16,7 km nordost om Hoher Burgstall. 
Trakten runt Hoher Burgstall består i huvudsak av gräsmarker.